# Acheilognathus taenianalis
Acheilognathus taenianalis är en fiskart som först beskrevs av Günther, 1873.  Acheilognathus taenianalis ingår i släktet Acheilognathus och familjen karpfiskar. IUCN kategoriserar arten globalt som livskraftig. Inga underarter finns listade i Catalogue of Life.